# Рецидив (фильм)
«Рецидив» (англ. Repossessed) — американская кинокомедия 1990 года с участием комика Лесли Нильсена, снятая режиссёром Бобом Логаном в жанре кинопародии.

## Сюжет
Выступая перед студентами, святой отец Джидайдай Мэйяй рассказывает им историю, случившуюся в 1973 году, когда ему удалось изгнать дьявола, вселившегося в тело 13-летней девочки Нэнси. С тех пор прошло 17 лет.
Неожиданно к Мэйяю приходит молодой священник Люк с просьбой ещё раз навестить Нэнси, в которую вновь вселился злой дух. Двое детей этой женщины спорят между собой, действительно ли дьявол сидит внутри мамочки или у неё обыкновенный климакс.

## Прокат
В США фильм собрал в прокате 1,4 млн долларов.

## В ролях
- Лесли Нильсен — Отец Джебедайя Майи
- Линда Блэр — Нэнси Аглет
- Нед Битти — Эрнест Веллер
- Лана Шваб — Фанни Рэй Веллер
- Энтони Старк — Отец Люк Брофи
- Том Джей Шарп — Брейдон Аглет
- Роберт Фуллер — Доктор Хакетт
- Джесси Вентура — камео